# Morbello
Morbello és un municipi situat al territori de la província d'Alessandria, a la regió del Piemont (Itàlia).
Limita amb els municipis de Cassinelle, Cremolino, Grognardo, Ponzone, Prasco i Visone.
Pertanyen al municipi les frazioni de Costa, Piazza, Vallosi, Caviglie, Campazzi, Colla Nani, Valle i Cavalla.

## Galeria fotogràfica

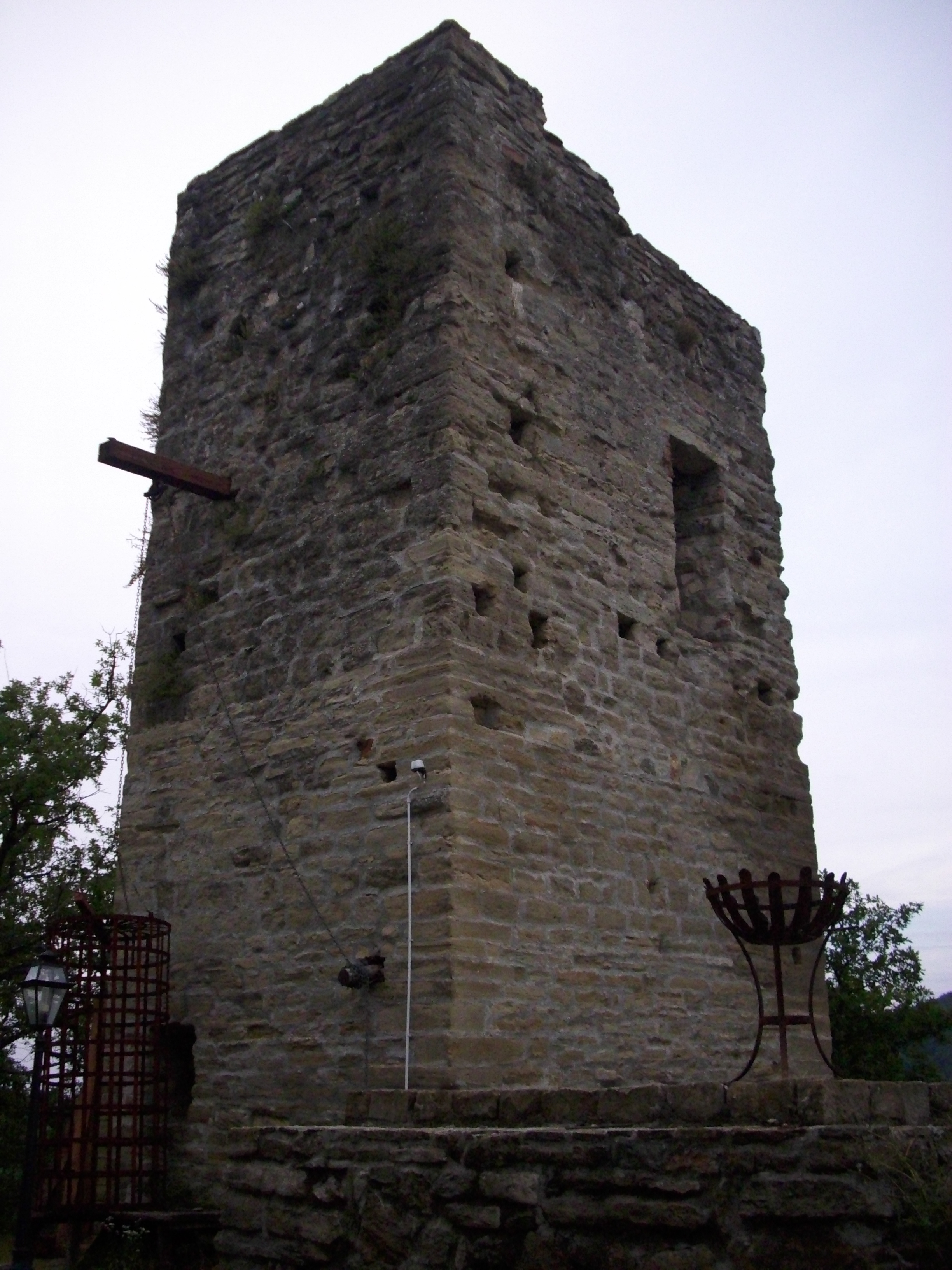
Castell de Morbello
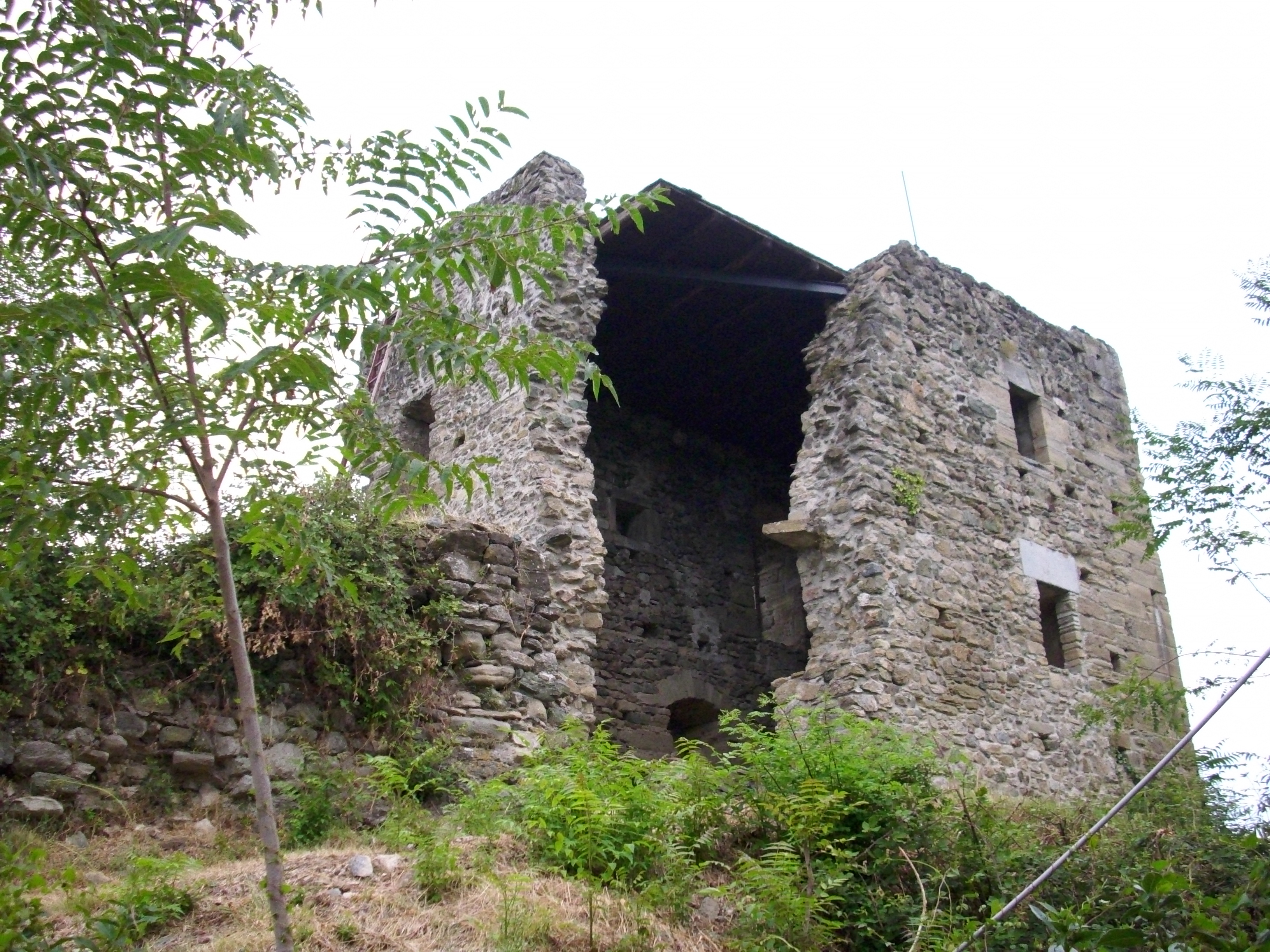
Castell de Morbello
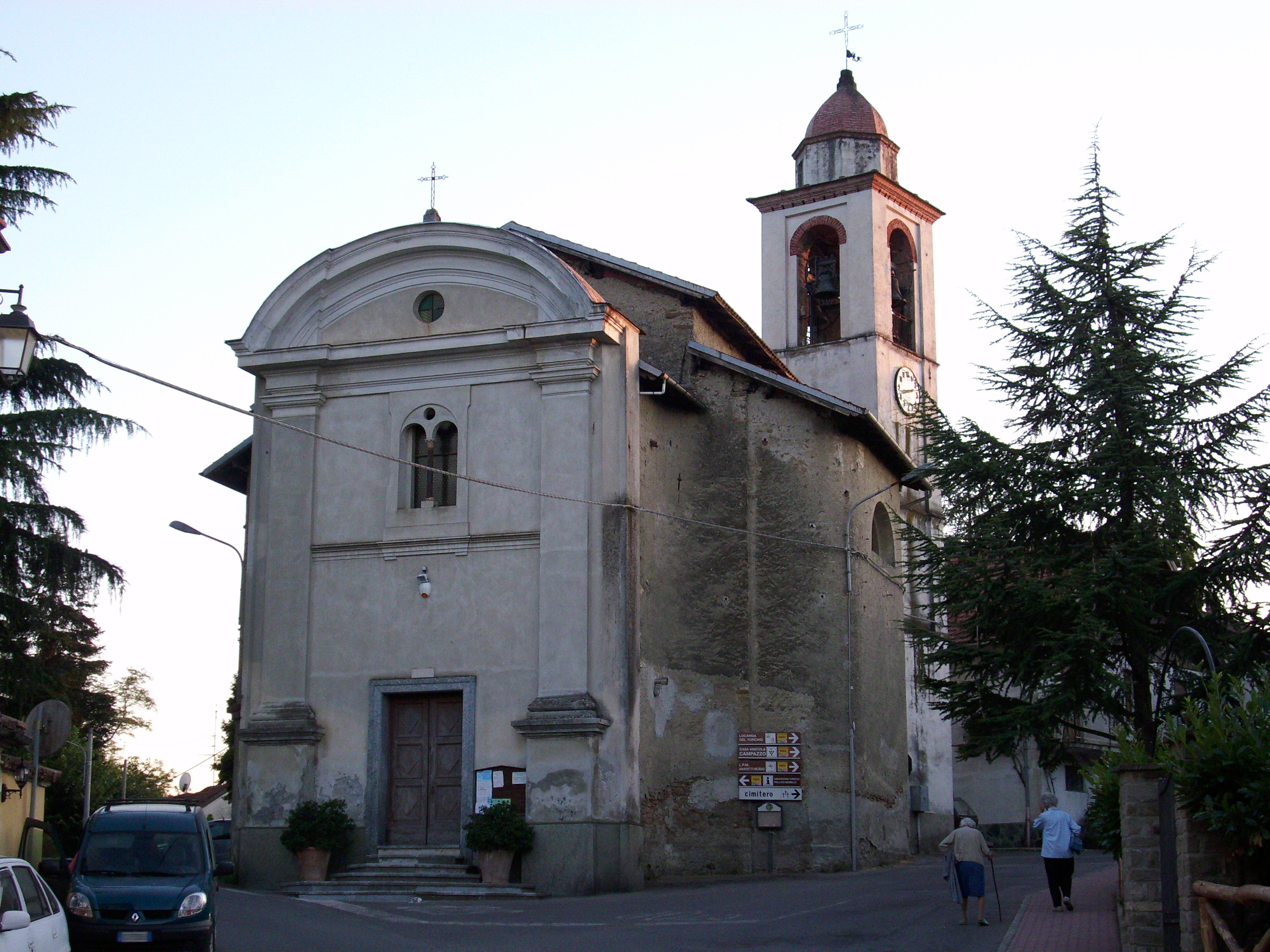
Església de Sant Roc